# Arne Marit
Arne Marit (Galmaarden, 21 de janeiro de 1999) é um ciclista belga que compete com a equipa Intermarché-Circus-Wanty.

## Palmarés
- 2019
  - Grande Prêmio Criquielion
  - 1 etapa da Volta a Navarra

- 2020
  - 1 etapa do Tour Bitwa Warszawska 1920

- 2021
  - Grande Prêmio de Morbihan

## Equipas
- Sport Vlaanderen-Baloise (2021-2022)
  - Intermarché-Circus-Wanty (2023-)